# Херришрид
Херришрид (нем. Herrischried) — община в Германии, в земле Баден-Вюртемберг. 
Подчиняется административному округу Фрайбург. Входит в состав района Вальдсхут.  Население составляет 2743 человека (на 31 декабря 2010 года). Занимает площадь 37,50 км².